# 莱唐城
莱唐城（法語：L'Étang-la-Ville，法語發音：[letɑ̃ la vil] ⓘ）是法国伊夫林省的一个市镇，属于圣日耳曼昂莱区。

## 地理
莱唐城（48°52'8"N, 2°4'16"E）面积5.38 平方千米，位于法国法蘭西島大區伊夫林省，该省份为法国北部内陆省份，北起瓦兹河谷省，西接厄尔省，西南接厄尔-卢瓦省，东南接埃松省，东临上塞纳省。
与莱唐城接壤的市镇（或旧市镇、城区）包括：巴伊、马雷伊马尔利、马尔利勒鲁瓦、努瓦西勒鲁瓦、圣农拉布勒泰什、圣日耳曼昂莱。

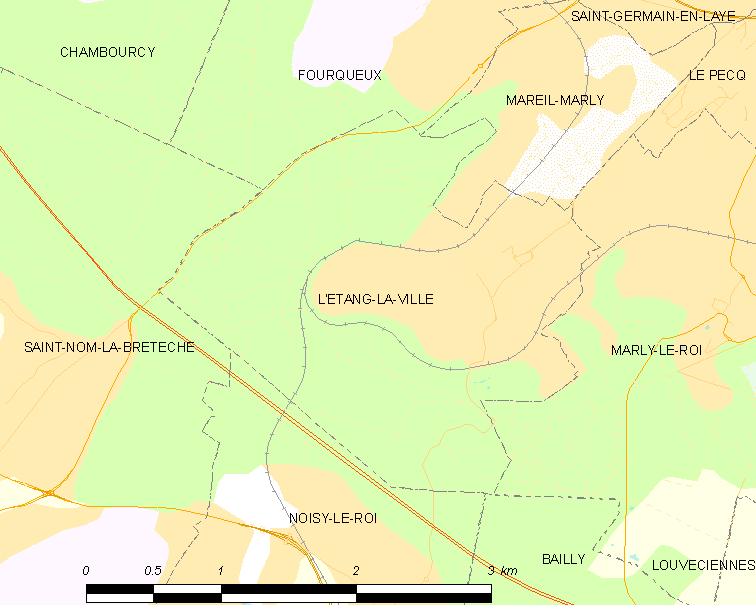
莱唐城的OSM定位图

莱唐城的时区为UTC+01:00、UTC+02:00（夏令时）。

## 行政
莱唐城的邮政编码为78620，INSEE市镇编码为78224。

## 政治
莱唐城所属的省级选区为圣日耳曼昂莱县。

## 人口

1962-2008年间莱唐城人口变化图示

莱唐城于2022年1月1日时的人口数量为4915人。